# Isabel Sörling
Isabel Sörling (* 1987 in Ulricehamn) ist eine schwedische Jazz- und Improvisationsmusikerin (Stimme, Komposition).

## Leben und Wirken
Sörling studierte 2008/2009 Jazz an der Volkshochschule Ljungskile. Danach studierte sie Improvisationsmusik an der Universität Göteborg und am Conservatoire National Superieur de Musique et de Danse in Paris. 
Sörling leitet das Projekt Marvel und gehört den kollaborativen Gruppen Farvel und Soil Collectors an. 2011 erschien ihr Soloalbum A Feather from a Human. Mit der Gruppe Cabaret Contemporarian und Linda Oláh hat sie Werke von Moondog neu interpretiert. Ibrahim Maalouf unterstützte sie bei ihrem zweiten Soloalbum Something Came With the Sun (2013) als Arrangeur und Produzent. 2013 folgte mit dem Ensemble Farvel, dem neben ihr Kim Aksnes (Trompete), Otis Sandsjö (Tenorsax, Klarinette), Henrik Magnusson (Klavier), Alfred Lorinius (Kontrabass) und Carl-Johan Groth (Schlagzeug) angehörten, das Album Isabel Sörling Farvel,  dann die Alben Rök (2015) und Östtomta (2017). 2020 erschien ihr drittes Album unter eigenem Namen Mareld (dt.: „Meeresleuchten“) beim Label IKI Records.
Sörling tourte in Europa und Nordamerika und präsentierte ihre Musik auch auf Festivals wie dem 12 Points Festival in Dublin, dem Umeå Jazz Festival oder der Jazzahead. Daneben arbeitete sie mit Airelle Besson (Radio One), Christophe Wallemme (Ôm Project), Paul Lay, Paul Anquez, Bribe4, Guilhem Flouzat (Turn the Sun to Green, 2021) und Anne Paceo (S.H.A.M.A.N.E.S.). Auch sang sie in den beiden Dokumentarfilmen Human – Die Menschheit (Regie: Yann Arthus-Bertrand; Musik:Armand Amar) und Terra (Yann Arthus-Bertrand, Michael Pitiot/Armand Amar), den Titelsong der französischen Fernsehserie Jusqu’au dernier sowie in der Tanzperformance Vertikal (Mourad Merzouki / Cie Käfig). Pj5 beteiligten sie und Jozef Dumoulin am Album I Told the Little Bird (2018).
Sörling hat die Musik und Texte für alle ihre Soloalben sowie für die Gruppen Farvel und Soil Collectors verfasst. Weiter komponierte sie für das Stockholm Jazz Festival die Werke „Glömd Horisont I, II“ und „A dream I, II, III“ für Streichquartett und Jazzquartett, die 2018 vom schwedischen Nationalradio ausgestrahlt wurde. 
Sörling lebt und arbeitet vorwiegend in der französischen Hauptstadt Paris, gelegentlich auch in Göteborg.

## Preise und Auszeichnungen
Mit Farvel hat Sörling 2011 den Wettbewerb Young Nordic Jazz Comets gewonnen und 2012 den Jazzkatten-Preis des schwedischen Hörfunks in der Rubrik Newcomer erhalten.

## Belege
1. ↑  Wolfgang Kabsch: Cabaret Contemporain feat. Linda Olàh & Isabel Sörling: Moondog, Rezension auf musikansich.de vom 15. Dezember 2015, abgerufen am 28. August 2021
2. ↑  Tina Karolina Stauner: Albumbesprechung zu Isabel Sörling Farvel (Unit Records 2014), Culturmag vom 12. März 2014, abgerufen am 28. August 2021
3. ↑  Isabel Sörling Farvel. rocktimes.info, abgerufen am 28. August 2021.
4. ↑  Jan Strand: Farvel: Rök. Orkesterjournalen, 1. Juni 2015, abgerufen am 28. August 2021.
5. ↑  Isabel Sörling: Mareld. paris-move.com, 19. März 2020, abgerufen am 28. August 2021.
6. 1 2  Isabel Sörlings Mareld Album auf Bandcamp, abgerufen am 28. August 2021
7. ↑  Profil Isabel Sörling auf Soundcloud, abgerufen am 28. August 2021
8. ↑  Farvel History, abgerufen am 28. August 2021

| Personendaten    | Personendaten                                |
| ---------------- | -------------------------------------------- |
| NAME             | Sörling, Isabel                              |
| KURZBESCHREIBUNG | schwedische Jazz- und Improvisationssängerin |
| GEBURTSDATUM     | 1987                                         |
| GEBURTSORT       | Ulricehamn                                   |